# GLORY DAYS (LINDBERGの曲)
『GLORY DAYS』は、LINDBERGの7枚目のシングル。1991年3月27日に徳間ジャパンコミュニケーションズよりリリースされた。

## 概要
前作より4ヶ月ぶりとなるシングル。1stシングル「ROUTE 246」以来となるノンタイアップ。一ヶ月後に発売された4thアルバム『LINDBERG IV』の先行シングルとしてリリースされた。

## 収録曲
1. GLORY DAYS
作詞: 渡瀬マキ、作曲: 平川達也
アルバム『LINDBERG IV』にはアルバムバージョンが収録。
2. SUNSET BLUE
作詞: 渡瀬マキ、作曲: 川添智久
34枚目のシングル『Teenage Blue』はこの曲の続編。

## カバー
- 矢野顕子 - 2014年7月23日発売のトリビュートアルバム『LINDBERG TRIBUTE ALBUM 〜みんなのリンドバーグ〜』にて演奏[2]。

わたしの子供達はよくリンドバーグの歌を歌っていました。今回、改めていろいろな曲を聴きましたが、
GLORY DAYSのマキちゃんの歌声がまっすぐに耳に入ってきました。
年月は経ちましたが、わたしもまっすぐな気持ちで歌いたいと思いました。—矢野顕子

## 収録作品
| 発売日         | タイトル                                      |
| -------------- | --------------------------------------------- |
| 1991年4月19日  | LINDBERG IV(#1,2)                             |
| 1995年1月18日  | SINGLES -FLIGHT RECORDER II-(#1,2)            |
| 2002年10月23日 | FINAL FLIGHT(#1)                              |
| 2004年11月25日 | GOLDEN☆BEST リンドバーグ EARLY FLIGHT』(#1,2) |
| 2010年4月21日  | LINDBERG MEMORIAL BOX(#1,2)                   |